# Vielle-Tursan
Vielle-Tursan là một xã, thuộc tỉnh Landes trong vùng Nouvelle-Aquitaine. Xã này có diện tích 12,81 km², dân số năm 2006 là 302 người. Xã này nằm ở khu vực có độ cao trung bình 126 mét trên mực nước biển.

## Biến động dân số
| 1962                                         | 1968 | 1975 | 1982 | 1990 | 1999 | 2006 |
| -------------------------------------------- | ---- | ---- | ---- | ---- | ---- | ---- |
| 319                                          | 345  | 339  | 310  | 301  | 291  | 302  |
| Số liệu từ năm 1962, dân số không tính trùng |      |      |      |      |      |      |